# Kira Reed
Kira Reed Lorsch (* 13. Oktober 1971 in Santa Clara, Kalifornien als Kira Katherine Reed) ist eine US-amerikanische Schauspielerin, Filmproduzentin, Drehbuchautorin und Fernsehmoderatorin.

## Leben und Karriere
Kira Reed studierte Schauspiel an der Youth Performing Arts School in Louisville, Kentucky und Los Angeles County High School for the Arts und schloss diese 1989 ab. Danach studierte sie an der UCLA School of Theater, Film and Television und schloss diese 1994 ab.
Nach ihrem Abschluss wendete sich Reed der Erotikbranche zu. So war sie im Dezember 1996 in der US-Ausgabe des Playboys zu sehen und spielte in unzähligen Playboy-Filmen mit. Von 1998 bis 2003 war sie mit dem kanadischen Schauspielkollegen Daniel Anderson verheiratet, welchen sie beim Dreh eines Erotikfilmes kennenlernte. Gemeinsam mit ihm und anderen Darstellern drehte sie für ihre eigene Website etliche Hardcore-Szenen.
Reed spielte außerdem in verschiedenen Fernsehserien mit, darunter Beverly Hills, 90210, New York Cops – NYPD Blue oder Emergency Room – Die Notaufnahme.
Reed ist in zweiter Ehe mit dem Geschäftsmann und Produzenten Robert Lorsch verheiratet.

## Filmografie (Auswahl)
- 1992: Allein mit der Angst (Treacherous Crossing, Fernsehfilm)
- 1994: Beverly Hills, 90210 (Fernsehserie, eine Episode)
- 1996: Teuflisch sexy (Damien's Seed)
- 1996: Versteckte Sinnlichkeit (Secret Places)
- 1996: Carla Kane – Die scharfe Kanone (The Lady in Blue)
- 1996: Hawaii – Das erotische Paradies (Maui Heat, Fernsehfilm)
- 1997: Gefährliches Vertrauen (Too Good to Be True)
- 1997: Madam Savant
- 1997: Fallen Angel
- 1997: Skandal (Passion and Romance: Scandal)
- 1997: Roxy's gefährliches Spiel (The Night That Never Happened)
- 1998: Madame Felicity's Erben (Secrets of a Chambermaid)
- 1998: Hörig (Loosing Control)
- 1999: Wasteland Justice
- 1999: Thriller: Caron
- 1999: Killing the Vision
- 1999: Black Leather Club (Shadow Dancer)
- 1999: Die amerikanische Jungfrau (American Virgin)
- 2000: Tod in großen Scheinen (Luck of the Draw)
- 2000: Surrender
- 2000: Fast Lane to Malibu
- 2000: Sex Files: Alien Erotica II
- 2000: House of Love
- 2000: The Mistress Club
- 2001: Schneller Sex – Kurzer Ruhm (Scandal: 15 Minutes of Fame)
- 2001: Casino der Lüste (Forbidden Highway)
- 2001: The Woman Every Man Wants
- 2001: Amys Orgasmus (Amy’s Orgasm)
- 2001: Rage of the Innocents
- 2001: Slave to Love – Sklavinnen der Lust
- 2001: Sins of Summer (Fernsehfilm)
- 2001: After Midnight (Tomorrow by Midnight)
- 2002: Behind Closed Doors (Fernsehfilm)
- 2002: Schiffbruch der Gefühle (Passion and Romance: Same Tale, Next Year)
- 2002: New York Cops – NYPD Blue (NYPD Blue, Fernsehserie, 4 Episoden)
- 2002: Just Can't Get Enough
- 2002: Madison Heights (Fernsehserie, eine Episode)
- 2002: Cheerleader Ninjas
- 2003: The Big Chingon
- 2003:Der Sklavenmarkt der jungen Mädchen (The Final Victim)
- 2003: Emergency Room – Die Notaufnahme (ER, Fernsehserie, eine Episode)
- 2003: BachelorMan
- 2004: Jail Bait
- 2006: Familienstreit de Luxe (The War at Home, Fernsehserie, eine Episode)
- 2006: Demon's Claw
- 2008: Blood Countess
- 2010: Vampire